# Robert Wisdom
Robert Ray Wisdom (Washington D. C., Estados Unidos; 14 de septiembre de 1953) es un actor estadounidense, de padres jamaicanos.

## Vida y carrera
Wisdom nació en Washington D. C., de padres jamaicanos. Se graduó de la Universidad de Columbia. Apareció en el dramático The Wire y coprotagonizó las películas Storytelling, Barbershop 2, Ray y Freedom Writers. En 2007 Wisdom interpreta a Lechero, un capo de la droga panameño, en la serie estadounidense Prison Break. También tuvo un 'cameo' en el año 2009 en la serie How I Met Your Mother, en el episodio 19 de la 4ª temporada, titulado "El agente Murtaugh", donde interpretaba a McCracken. En el año 2010 participa en la serie Happy Town de la ABC estadounidense, interpretando el papel del inspector Sterling.
De 2012 a 2013, Wisdom fue una serie regular en la temporada uno de la serie dramática de ABC Nashville, como Coleman Carlisle.

## Filmografía

### Películas
| Películas | Películas                               | Películas                         | Películas                  |
| Año       | Título                                  | Personaje                         | Notas                      |
| --------- | --------------------------------------- | --------------------------------- | -------------------------- |
| 1994      | Clean Slate                             | Mort                              |                            |
| 1996      | That Thing You Do!                      | Bobby Washington                  |                            |
| 1996      | Invader                                 | Coronel Jessie Pratt              |                            |
| 1996      | No Easy Way                             | Gerente del Hotel                 |                            |
| 1997      | Face/Off                                | Tito Biondi                       |                            |
| 1997      | Volcano                                 | O.E.M. Staffer #2                 |                            |
| 1997      | Stir                                    | Detective Williams                |                            |
| 1997      | Jamaica Beat                            | Inspector Sterling                |                            |
| 1998      | Mighty Joe Young                        | Kwell                             |                            |
| 1998      | Three Businessmen                       | Leroy Jasper                      |                            |
| 1999      | How to Get Laid at the End of the World | Quonset Jones                     |                            |
| 2000      | The Heist                               | Slim                              | Video                      |
| 2000      | Dancing at the Blue Iguana              | Eddie                             |                            |
| 2001      | Hollywood Palms                         | El Holandés                       |                            |
| 2001      | Rocky Road                              | Michael Jones                     | Acreditado como Bob Wisdom |
| 2001      | Storytelling                            | Mr. Scott                         |                            |
| 2001      | Osmosis Jones                           | Gran Germen (voz)                 |                            |
| 2002      | Coastlines                              | Bob Johnson                       |                            |
| 2003      | Anónimos                                | Lucius                            |                            |
| 2003      | Duplex                                  | Oficial Dan                       |                            |
| 2004      | Barbershop 2: Back in Business          | Alderman Lalowe Brown             |                            |
| 2004      | Killer Diller                           | Moker                             |                            |
| 2004      | Haven                                   | Sr. Sterling                      |                            |
| 2004      | Ray                                     | Jack Lauderdale                   |                            |
| 2004      | The Forgotten                           | Carl Dayton                       |                            |
| 2004      | Crazy like a Fox                        | Roy Fowler                        |                            |
| 2005      | Mozart and the Whale                    | Blume                             |                            |
| 2006      | The Hawk Is Dying                       | Billy Bob                         |                            |
| 2007      | Freedom Writers                         | Dr. Carl Cohn                     |                            |
| 2007      | Sex and Death 101                       | Alpha                             |                            |
| 2007      | Saw IV                                  | Officer Peter                     |                            |
| 2008      | Ball Don't Lie                          | Officer Perkins                   |                            |
| 2009      | The Collector                           | Roy                               |                            |
| 2010      | Sympathy for Delicious                  | Prendell                          |                            |
| 2010      | Passion Play                            | Malcolm                           |                            |
| 2011      | Rampart                                 | Capitán                           |                            |
| 2012      | The Dark Knight Rises                   | Capitán del ejército en el puente |                            |
| 2012      | Freelancers                             | Terrence Burke                    |                            |
| 2014      | The Loft                                | Detective Cohagan                 |                            |
| 2016      | Live Cargo                              | Roy                               |                            |
| 2017      | Unforgettable                           | Detective Pope                    |                            |
| 2018      | Beast of Burden                         | Mallory                           |                            |
| 2019      | Motherless Brooklyn                     | Billy Rose                        |                            |

### Televisión
| Televisión | Televisión                                     | Televisión                 | Televisión                                                 |
| Año        | Título                                         | Personaje                  | Notas                                                      |
| ---------- | ---------------------------------------------- | -------------------------- | ---------------------------------------------------------- |
| 1990       | The Bill                                       | Johnny Olina-Olu           | Episodio: "Street Smart"                                   |
| 1993       | Agatha Christie's Poirot                       | Mecero                     | Episodio: "The Adventure of the Egyptian Tomb"             |
| 1995       | Sahara                                         | Sargento Mayor Tambul      | Película de TV                                             |
| 1996       | The Sentinel                                   | Teniente Williams          | Episodio: "The Debt"                                       |
| 1996       | If These Walls Could Talk                      | Policía                    | Película de TV                                             |
| 1997–99    | Cracker                                        | Detective Danny Watlington | 15 episodios                                               |
| 1997–99    | Poltergeist: The Legacy                        | Daniel Euwara              | 3 episodios                                                |
| 1998       | Arli$$                                         |                            | Episodio: "His Name Is Arliss Michaels"                    |
| 1998       | Dharma & Greg                                  | Prospero                   | Episodio: "It Takes a Village"                             |
| 1999       | Wasteland                                      | Profesor James             | Episodio: "Pilot"                                          |
| 2000       | For Love or Country: The Arturo Sandoval Story | Oscar Valdez               | Película de TV                                             |
| 2001       | ER                                             | Dr. Hammond                | Episodio: "Piece of Mind"                                  |
| 2001       | The District                                   | Sr. Broyles                | Episodio: "To Serve and Protect"                           |
| 2002       | NYPD Blue                                      | Eric Green                 | Episodio: "Safari, So Good"                                |
| 2002       | Fuego sobre Bagdad                             | [Bernard Shaw              | Película de TV                                             |
| 2003       | The Agency                                     | Sr. Banga                  | Episodio: "Absolute Bastard"                               |
| 2003       | Kingpin                                        | Rolando                    | 2 episodios                                                |
| 2003       | Boomtown                                       | Chronic / Daryl C. Norcott | Episodio: "Execution"                                      |
| 2003       | Judging Amy                                    | D.A. Matthews              | Episode: "Tricks of the Trade"                             |
| 2003–08    | The Wire                                       | Howard "Bunny" Colvin      | 25 episodios                                               |
| 2005       | Inconceivable                                  | Earl Godcheaux             | Episodio: "Balls in Your Court"                            |
| 2007       | Close to Home                                  | Reverend Scofield          | Episodio: "Eminent Domain"                                 |
| 2007       | The Nine                                       | Clarence Jones             | Episodio: "Man of the Year"                                |
| 2007–08    | Prison Break                                   | Norman "Lechero" St. John  | 13 episodios                                               |
| 2008–09    | Supernatural                                   | Uriel                      | 4 episodios                                                |
| 2009       | NCIS                                           | Alcalde Gene Halsey        | Episodio: "Caged"                                          |
| 2009       | Lie to Me                                      | Bonds                      | Episodio: "Pilot"                                          |
| 2009       | How I Met Your Mother                          | McCracken                  | Episodio: "Murtaugh"                                       |
| 2009       | Law & Order: Special Victims Unit              | Father Theo                | Episode: "Hell"                                            |
| 2010       | Happy Town                                     | Roger Hobbs                | 8 episodios                                                |
| 2010–11    | Burn Notice                                    | Vaughn Anderson            | 8 episodios                                                |
| 2010       | Hawthorne                                      | Calvin Jenkins             | Episodio: "Afterglow"                                      |
| 2011       | Nikita                                         | Director de la CIA Abbott  | Episodio: "Pandora"                                        |
| 2011       | Prime Suspect                                  | Chuck Reingold             | Episodio: "Shame"                                          |
| 2012       | Comedy Bang! Bang!                             | Policía Actor              | Episodio: "Paul Rudd Wears a Red Lumberjack Flannel Shirt" |
| 2012–13    | Nashville                                      | Coleman Carlisle           | 15 episodios                                               |
| 2013       | Grey's Anatomy                                 | Mr. Hamilton               | Episodio: "Sorry Seems to Be the Hardest Word"             |
| 2014       | Legends                                        | Conrad Tomlin              | 2 episodios                                                |
| 2014–15    | Chicago P.D.                                   | Comandante Ron Perry       | 9 episodios                                                |
| 2015       | 12 Monos                                       | Jeremy                     | Episodio: "Pilot"                                          |
| 2015–18    | Ballers                                        | Dennis                     | 16 episodios                                               |
| 2016–17    | Rosewood                                       | Gerald Kelly               | 7 episodios                                                |
| 2016–17    | Flaked                                         | George Flack               | 13 episodios                                               |
| 2018       | The Alienist                                   | Cyrus Montrose             | 10 episodios                                               |
| 2019       | Blue Bloods                                    | Inspector Andre Clifford   | Episodio: "Blues"                                          |
| 2019       | The Fix                                        | Buck Neal                  | 7 episodios                                                |
| 2019       | The Hot Zone                                   | Col. Vernon Tucker         |                                                            |
| 2019       | Watchmen                                       | Seymour                    | 2 episodios                                                |
| 2020       | Marvel's Helstrom                              | Cuidador                   | 10 episodios                                               |
| 2020       | The Alienist segunda temporada                 | Cyrus Montrose             | 8 episodios                                                |

### Videojuegos
| Videojuegos | Videojuegos                           | Videojuegos               |
| Año         | Título                                | Rol                       |
| ----------- | ------------------------------------- | ------------------------- |
| 2008        | Spider-Man: Web of Shadows            | Luke Cage (voz)           |
| 2009        | El Señor de los Anillos: la conquista | Uruk-Hai Oficial #2 (voz) |
| 2012        | Call of Duty: Black Ops 2             | Jonas Savimbi (voz)       |